# Wohnhaus von Émile Zola

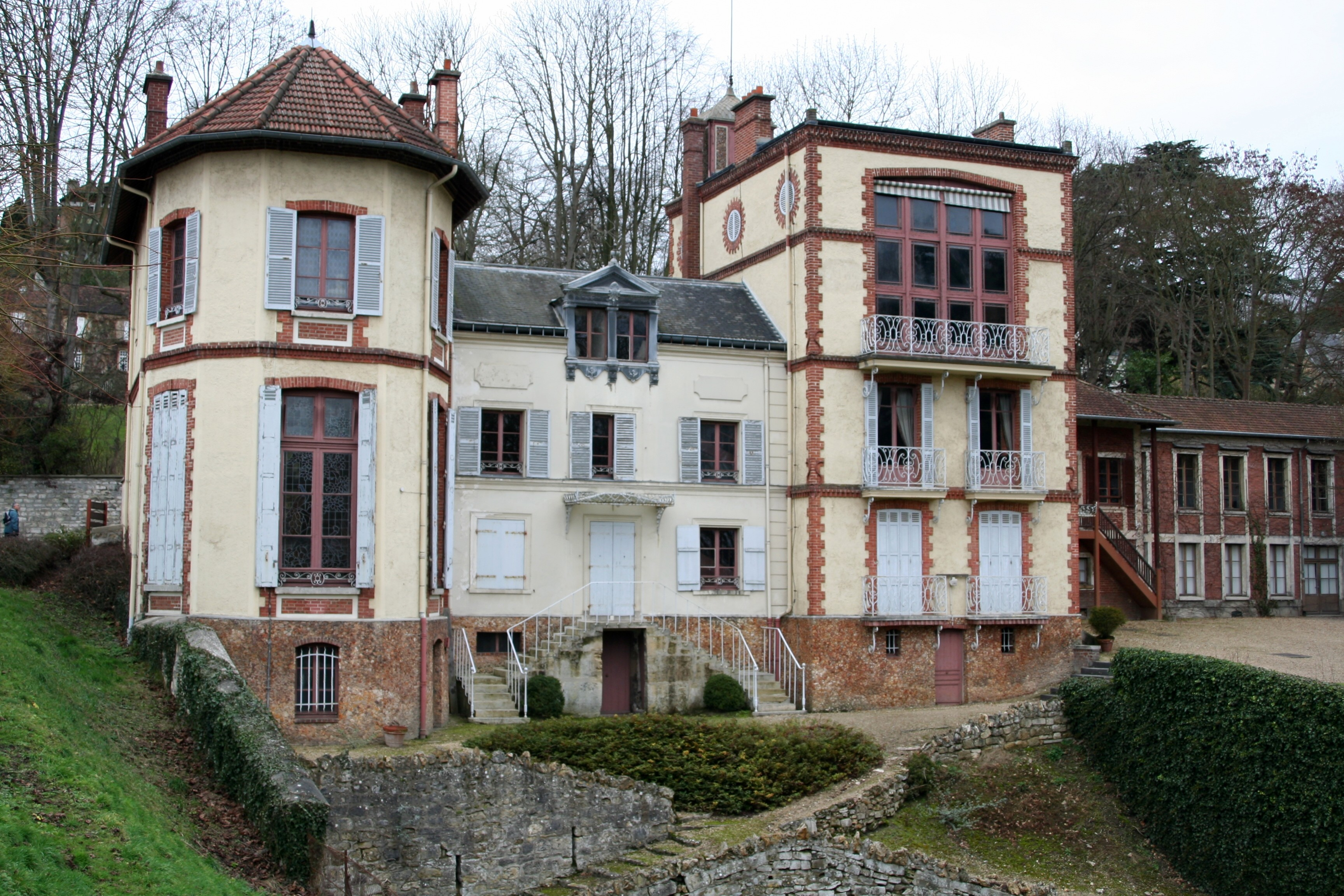
Das Wohnhaus von Émile Zola

Das Wohnhaus Émile Zola an der rue Pasteur 26 in Médan im Département Yvelines wurde von Émile Zola bewohnt, der es 1878 mit dem Gewinn aus seinem Roman Der Totschläger erwarb. 1983 wurde das Haus als Monument historique in die Liste der Baudenkmäler in Frankreich aufgenommen.
Das Wohnhaus wurde dabei nach seinen Ideen erweitert, wobei die Türme Germinal und Nana errichtet wurden. Er verblieb hier 24 Jahre bis zu seinem Tod 1902. Dort schrieb er acht seiner Romane, so Germinal, Nana, Die Bestie im Menschen und 1890 Das Paradies der Damen. Georges Poisson setzte sich erfolgreich für die Rettung des verwahrlosten Gebäudes ein.
Die in Sichtweite verkehrenden Züge inspirierten Zola zu seinem Roman Die Bestie im Menschen.